# 6G
6G reprezintă viitoarea generație de rețele pentru telefonie mobilă, succesoarea actualei 5G. Prima dintre rețele a fost anunțată pentru lansare de către China, unde deja se lucrează la această tehnologie. De asemenea, Japonia depune eforturi pentru a atinge acest standard de viteză a comunicațiilor.
Ministerul Științei și Tehnologiei din China (MOST) a creat două grupuri de lucru. Primul va fi format din 37 de experți în domeniul comunicațiilor și care vor avea sarcina de a pune bazele noilor protocoale de transfer a datelor. Cel de al doilea grup format din angajații Ministerului, va urmări din partea autorităților evoluțiile tehnologiei 6G.
Tehnologia 6G urmează să ofere posibilitatea de a atinge viteze de transfer de date de 1 TB, însă deocamdată totul este la nivel teoretic, fără vreo aplicare reală .
Primele rețele ar putea fi lansate în 2030 de către operatorii de telefonie mobilă, dacă standardul va fi finalizat până atunci. 
Separat de vitezele foarte mari pentru download și upload, tehnologia 6G urmează să ofere inclusiv latențe mult mai mici pentru transferul de date și accesarea de informații, în condițiile în care 5G deja le reduce într-o foarte mare măsură. 